# Chruściel (Płoskinia)
Chruściel (deutsch Tiedmannsdorf) ist ein Dorf in der polnischen Woiwodschaft Ermland-Masuren. Es gehört zur Landgemeinde Płoskinia (Plaßwich) im Powiat Braniewski (Kreis Braunsberg).

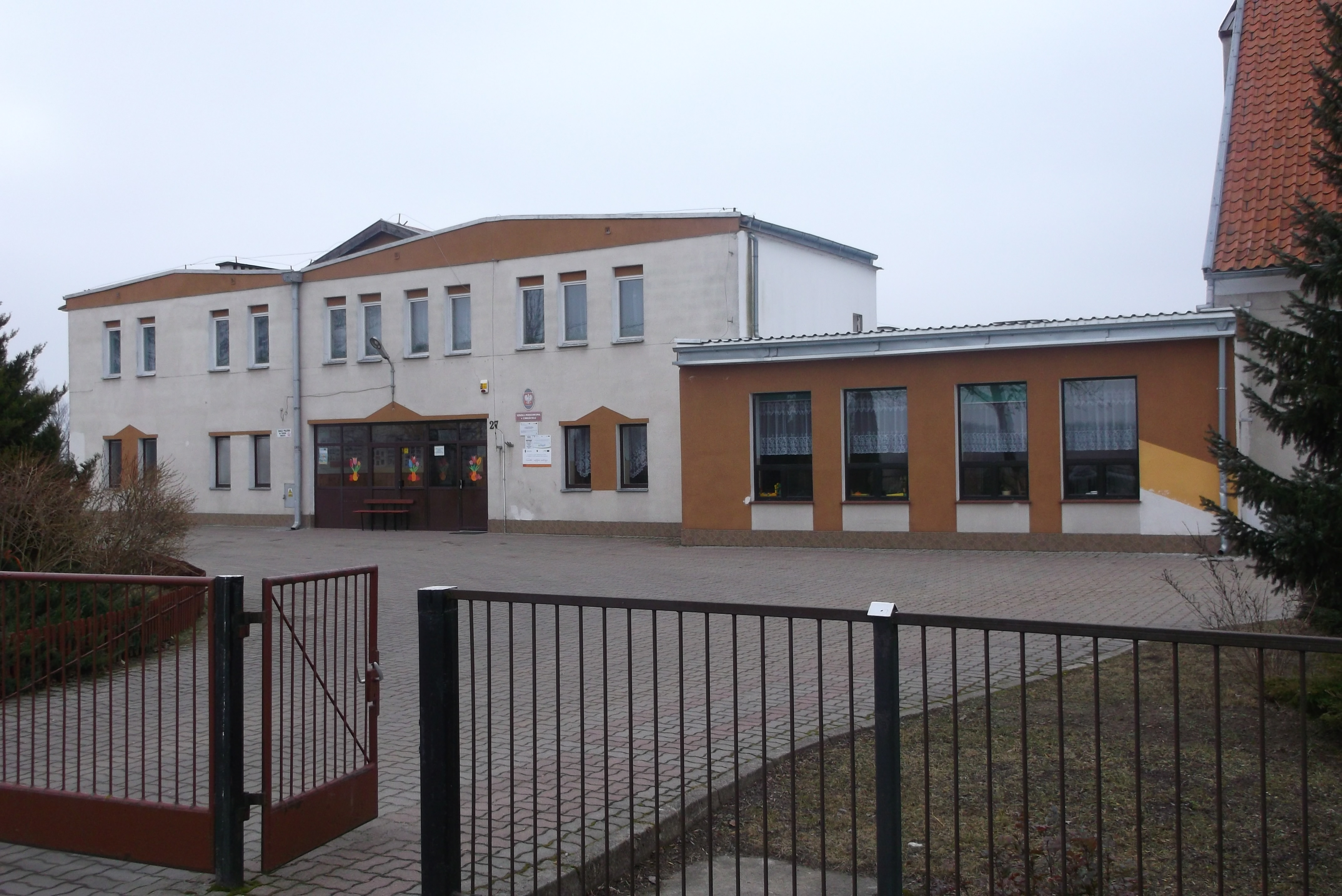
Grundschule in Chruściel

## Geographische Lage
Chruściel liegt auf der Westseite des Passarge-Stausees (polnisch Jezioro Pierzchalskie) im Nordwesten der Woiwodschaft Ermland-Masuren, 14 Kilometer südlich der Kreisstadt Braniewo (Braunsberg).

## Geschichte

### Ortsgeschichte
Das aus dem zu Ende gehenden 13. Jahrhundert stammende Tiedmansdorf (nach 1785 Thiedmannsdorf, um 1900 Tiedmannsdorf geschrieben) ist ein altes Kirchdorf mit einer späteren Bahnstation sowie einer Försterei. Letztere – wohl erst nach 1900 entstanden – befand sich 1,5 Kilometer südlich des Dorfs und gehörte zum Staatsforst Födersdorf (polnisch Piórkowo).
Als eine Landgemeinde kam Tiedmannsdorf 1874 zum neu errichteten Amtsbezirk Tromp (polnisch Trąby) im ostpreußischen Kreis Braunsberg, Regierungsbezirk Königsberg. 588 Einwohner zählte Tiedmannsdorf im Jahre 1910.
Am 30. September 1928 vergrößerte sich Tiedmannsdorf um die Oberförsterei Födersdorf und die Exklave Jägeritten, die aus dem Gutsbezirk Födersdorf, Forst, in die Landgemeinde Tiedmannsdorf umgegliedert wurden. Am 17. Oktober 1928 folgte die Exklave Schreite, die aus dem Gutsbezirk Klein Tromp (polnisch Trąbki) in Tiedmannsdorf eingegliedert wurde.
Am 15. November 1928 wurde Tiedmannsdorf namensgebend für den bisherigen Amtsbezirk Tromp, nachdem die Gutsbezirke Groß und Klein Tromp ihre Eigenständigkeit verloren hatten.
Der Ort Tiedmannsdorf zählte im Jahre 1933 775 Einwohner, im Jahre 1939 waren es 800.
Als 1945 das gesamte südliche Ostpreußen in Kriegsfolge an Polen fiel, erhielt Tiedmannsdorf die polnische Namensform „Chruściel“. Das Dorf ist heute eine Ortschaft im Verbund der Gmina Płoskinia (Landgemeinde Plaßwich) im Powiat Braniewski (Kreis Braunsberg), von 1975 bis 1998 der Woiwodschaft Elbląg, seither der Woiwodschaft Ermland-Masuren zugehörig.

### Amtsbezirk Tiedmannsdorf (1928–1945)
Nachdem 1928 der Amtsbezirk Tromp in „Amtsbezirk Tiedmannsdorf“ umbenannt wurde, gehörten noch bis 1945 vier Kommunen dazu:
| Deutscher Name | Polnischer Name |
| -------------- | --------------- |
| Fehlau         | Wielewo         |
| Parlack        | Pierławki       |
| Pettelkau      | Pierzchały      |
| Tiedmannsdorf  | Chruściel       |

## Religion

### Römisch-katholische Kirche

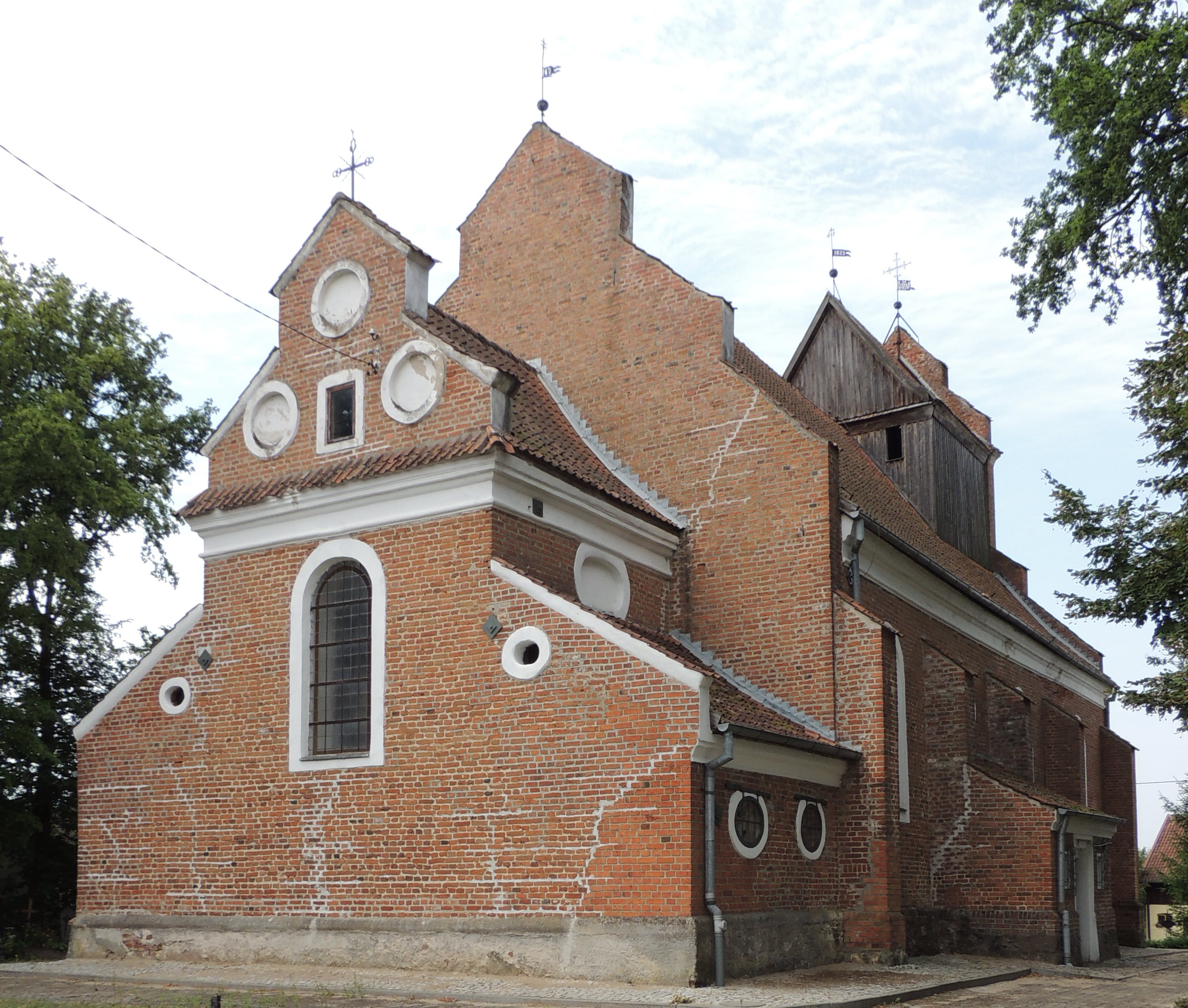
Die Dreifaltigkeitskirche in Chruściel

Eine erste Kirche wurde in Tiedmannsdorf 1296 gebaut und 1582 neu geweiht. Sie wurde 1719–1721 durch einen barocken Neubau ersetzt. Die Bauarbeiten lagen in den Händen des Maurermeisters Tobias Schlater. 1925 wurde die Kirche erweitert und ein Turm angefügt. Die alte Innenausstattung aus dem 18. Jahrhundert ist noch vorhanden.
Seit 1885 ist die römisch-katholische Dreifaltigkeitskirche in Chruściel eine Pfarrkirche. Zuvor war sie eine Filialkirche in der Pfarrei Groß Rautenberg (polnisch Wielkie Wierzno). Sie gehört zum Dekanat Braniewo im Erzbistum Ermland.

### Evangelische Kirche
Tiedmannsdorf war kein evangelisches Kirchdorf. Es gehörte bis 1945 zum Kirchspiel der evangelischen Kirche Braunsberg in der Kirchenprovinz Ostpreußen der Kirche der Altpreußischen Union. Chruściel ist der Diözese Masuren der Evangelisch-Augsburgischen Kirche in Polen zugeordnet.

## Verkehr

### Straße
Chruściel liegt an der polnischen Woiwodschaftsstraße 506, die von der Auffahrt Braniewo Południe der Schnellstraße 22 (Trasse der einstigen Reichsautobahn Berlin–Königsberg) bis nach Nowica (Neumark) an der Woiwodschaftsstraße 509 verläuft. Nebenstraßen von Braniewo (Braunsberg) über Zawierz (Zagern) bzw. von Czosnowo (Knobloch) kommend enden in Chruściel.

### Schiene

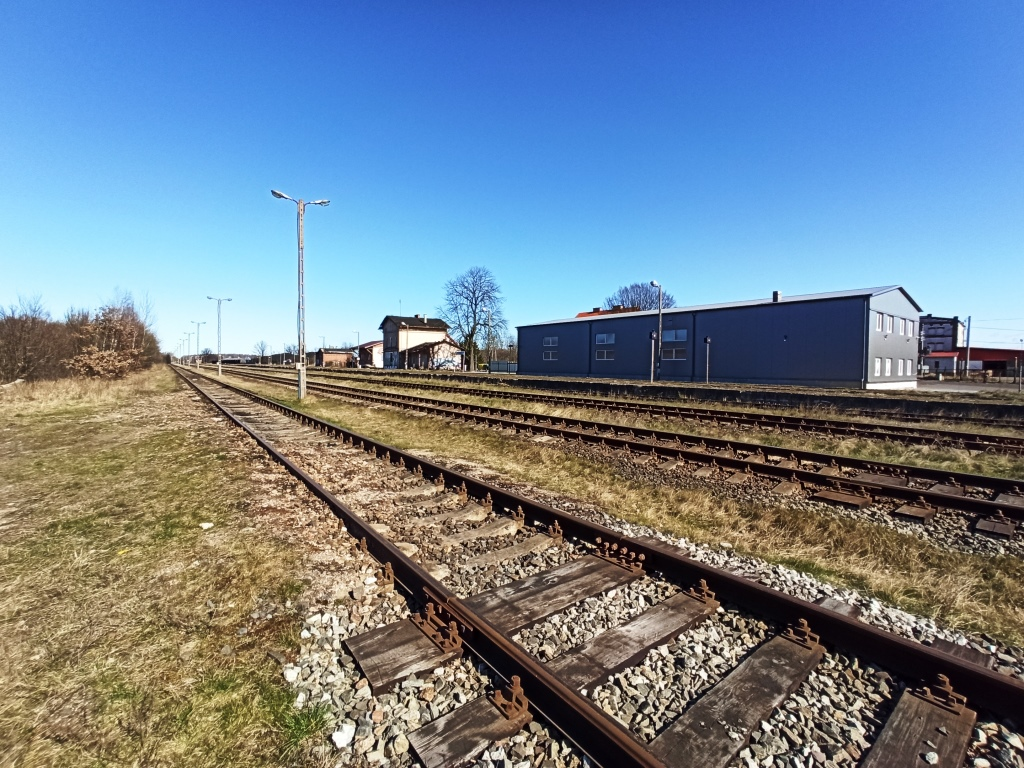
Bahnhof Chruściel

Seit 1852 ist Chruściel eine Bahnstation. Sie trug bis 1945 den amtlichen Namen „Tiedmannsdorf“. Der Bahnhof liegt 1,5 Kilometer nordwestlich des Dorfs an der von der Polnischen Staatsbahn (PKP) bedienten Bahnstrecke Malbork–Braniewo, die einst Teil der Preußischen Ostbahn von Berlin nach Königsberg (Preußen) war. Noch heute gibt es neben der Normalspur (PKP-Nr. 204) ein Breitspurgleis (PKP-Nr. 217). 
Die Bahnstation Chruściel ist geschlossen, auf der Strecke gibt es fast nur noch Güterverkehr.